# Дзвиняч (Тернопольская область)
Дзвиняч (укр. Дзвиняч) — село в Залещицкой городской общине Чортковского района Тернопольской области Украины.
До 2020 года входило в Залещицкий район.
Код КОАТУУ — 6122082401. Население по переписи 2001 года составляло 1106 человек.

## Географическое положение
Село Дзвиняч находится в 2,5 км от правого берега реки Тупа,
на расстоянии в 2 км от села Бедриковцы.
Рядом проходит автомобильная дорога М-19 (E 85).

## История
- 1517 год — дата основания.

## Объекты социальной сферы
- Школа I—II ст.
- Клуб.

## Достопримечательности
- Братская могила советских воинов.